# Puchar Trzech Narodów 1999
Puchar Trzech Narodów 1999 (1999 Tri Nations Series) – czwarta edycja Pucharu Trzech Narodów, corocznego turnieju w rugby union rozgrywanego pomiędzy zrzeszonymi w SANZAR trzema najlepszymi zespołami narodowymi półkuli południowej - Australii, Nowej Zelandii i RPA. Turniej odbywał się systemem kołowym pomiędzy 10 lipca a 28 sierpnia 1999.
Zawody zwyciężyła Nowa Zelandia, dla której był to już trzeci sukces w czterech rozegranych edycjach tego turnieju. Nie odzyskała jednak Bledisloe Cup doznając w meczu z Australią najwyższej w swojej historii porażki – różnicą 21 punktów.

## Tabela
| Pozycja | Zespół            | Mecze     | Mecze   | Mecze  | Mecze     | Punkty  | Punkty   | Punkty  | Punkty bonusowe | Tabela punktowa |
| Pozycja | Zespół            | Rozegrane | Wygrane | Remisy | Przegrane | Zdobyte | Stracone | Różnica | Punkty bonusowe | Tabela punktowa |
| ------- | ----------------- | --------- | ------- | ------ | --------- | ------- | -------- | ------- | --------------- | --------------- |
| 1       | Nowa Zelandia     | 4         | 3       | 0      | 1         | 103     | 61       | +42     | 0               | 12              |
| 2       | Australia         | 4         | 2       | 0      | 2         | 84      | 57       | +27     | 2               | 10              |
| 3       | Południowa Afryka | 4         | 1       | 0      | 3         | 34      | 103      | -69     | 0               | 4               |

## Mecze
| 10 lipca 1999 | Nowa Zelandia                                                             | 28:0(6:0) | Południowa Afryka | Carisbrook, Dunedin Widzów: 42 000 Sędzia: Peter Marshall |
| 10 lipca 1999 | Mehrtens 11 (pd 3K) Brown 2 (pd) Cullen 5 (P) Wilson 5 (P) Marshall 5 (P) | 28:0(6:0) |                   | Carisbrook, Dunedin Widzów: 42 000 Sędzia: Peter Marshall |

| 17 lipca 1999 | Australia                                    | 32:6(20:6) | Południowa Afryka   | Lang Park, Brisbane Widzów: 31 677 Sędzia: Paddy O’Brien |
| 17 lipca 1999 | Burke 17 (P 3pd 2K) Roff 10 (2P) Horan 5 (P) | 32:6(20:6) | van Straaten 6 (2K) | Lang Park, Brisbane Widzów: 31 677 Sędzia: Paddy O’Brien |

| 24 lipca 1999 | Nowa Zelandia                      | 34:15(22:3) | Australia                                 | Eden Park, Auckland Widzów: 50 000 Sędzia: Derek Bevan |
| 24 lipca 1999 | Mehrtens 29 (pd 9K) Marshall 5 (P) | 34:15(22:3) | Burke 5 (pd K) Herbert 5 (P) Gregan 5 (P) | Eden Park, Auckland Widzów: 50 000 Sędzia: Derek Bevan |

| 7 sierpnia 1999 | Południowa Afryka                                    | 18:34(11:20) | Nowa Zelandia                                 | Loftus Versfeld Stadium, Pretoria Widzów: 51 000 Sędzia: Ed Morrison |
| 7 sierpnia 1999 | Toit 8 (pd 2K) Snyman 5 (P) van der Westhuizen 5 (P) | 18:34(11:20) | Mehrtens 21 (7K) Wilson 3 (dg) Cullen 10 (2P) | Loftus Versfeld Stadium, Pretoria Widzów: 51 000 Sędzia: Ed Morrison |

| 14 sierpnia 1999 | Południowa Afryka            | 10:9(3:3) | Australia    | Newlands Stadium, Kapsztad Widzów: 48 000 Sędzia: Paul Honiss |
| 14 sierpnia 1999 | de Beer 5 (pd K) Fleck 5 (P) | 10:9(3:3) | Burke 9 (3K) | Newlands Stadium, Kapsztad Widzów: 48 000 Sędzia: Paul Honiss |

| 28 sierpnia 1999 | Australia                      | 28:7(22:7) | Nowa Zelandia     | Stadium Australia, Sydney Widzów: 107 042 Sędzia: Jim Fleming |
| 28 sierpnia 1999 | Burke 23 (pd 7K) Connors 5 (P) | 28:7(22:7) | Mehrtens 7 (P pd) | Stadium Australia, Sydney Widzów: 107 042 Sędzia: Jim Fleming |